# Katholische Majestät
Die Titel Katholischer König und Katholische Königin werden vom Papst als Oberhaupt der römisch-katholischen Kirche an Monarchen verliehen, die in den Augen der Kirche sowohl in der Politik als auch im Privatleben die katholischen Prinzipien zum Ausdruck bringen. Der Titel ist, ebenso wie Adelstitel, erblich und geht auf die Nachfolger des- bzw. derjenigen über, der oder die ihn einst persönlich erhalten hat.
Die bekanntesten Beispiele für die Verleihung des Titels sind die als Katholische Könige bezeichneten Isabella I. von Kastilien und Ferdinand II. von Aragón (beide Königreiche sind heute ein Teil von Spanien). Die spanischen Könige können laut der spanischen Verfassung den Titel „Seine Katholische Majestät“ („Su Majestad Católica“) führen. Ein besonderes Recht katholischer Königinnen und Prinzessinnen ist das Privilège du blanc.

## Einzelnachweis
1. ↑  https://www.tag-des-herrn.de/content/katholische-majestaet-von-spanien